# Сидоров, Геннадий Александрович
Геннадий Александрович Сидоров (22 июля 1962, Фрунзе — 18 июня 2011, Москва) — советский и российский киноактёр, кинорежиссёр, сценарист и продюсер, академик Российской академии кинематографических искусств.

## Биография
Геннадий Сидоров родился 22 июля 1962 года в городе Фрунзе (ныне Бишкек) Киргизской ССР. Детство и юность провёл в Екатеринбурге. В 1979—1981 годах учился в Свердловском театральном училище (мастерская А. Л. Соколова), но училище не окончил. В 1986 году закончил актёрский факультет ВГИКа (мастерская Сергея Герасимова и Тамары Макаровой), а в 1990 году — режиссёрский факультет (мастерская Петра Тодоровского).
Снимался в нескольких фильмах, таких как «Интердевочка» (1989), «Зона Любэ» (1994), «С любовью, Лиля» (2002). Продюсировал фильмы своей бывшей жены режиссёра Ларисы Садиловой «С днём рождения» (1998), «С любовью, Лиля», собравшие множество кинематографических призов. Самым известным произведением режиссёра стал фильм «Старухи», который вызвал широкий резонанс. В 2008 году сделал для Первого канала первые 9 из 12 серий сериала «Апостол». Работал над экранизацией «Романа с кокаином» М. Агеева, завершить которую не успел («картину доделывали монтажёры»). 
Скончался на 49-м году жизни 18 июня 2011 года от сердечного приступа в Москве. Отпевание состоялось в Смоленском соборе Новодевичьего монастыря. Похоронен на Троекуровском кладбище.

## Фильмография

### Актёр
1. 1987 — Команда 33 — Соколов
2. 1989 — Интердевочка — Женя, лейтенант «спецуры»
3. 1990 — Ночь
4. 1994 — Зона Любэ — заключённый «Круглолицый»
5. 1998 — С днём рождения!
6. 2003 — С любовью, Лиля
7. 2003 — Старухи — Федька
8. 2011 — Роман с кокаином

### Режиссёр
1. 1990 — Ночь
2. 2003 — Старухи
3. 2008 — Апостол (ушёл из проекта на этапе постпродакшна, в титрах как Иван Иванов)
4. 2011 — Роман с кокаином

### Сценарист
1. 1990 — Ночь
2. 2003 — С любовью, Лиля
3. 2003 — Старухи
4. 2011 — Роман с кокаином

### Продюсер
1. 1998 — С днём рождения!
2. 2003 — С любовью, Лиля
3. 2003 — Старухи

## Призы и награды
1. 2003 — Гран-при «Золотая роза», приз за лучший режиссёрский дебют, приз FIPRESCI, приз гильдии киноведов и кинокритиков России на ОРКФ в Сочи («Старухи»)
2. 2003 — Гран-при «Скифский олень» на МКФ «Молодость» в Киеве («Старухи»)
3. 2003 — Специальный приз жюри, приз зрительских симпатий на ФРК в Онфлере («Старухи»), лучший дебют.
4. 2004 — Главный приз на МКФ в Анже («Старухи»)
5. 2004 — фильм «Старухи», шесть номинаций на «Нику», одна получена (Валентина Березуцкая «Главная женская роль»)